# 과거완료
과거완료(過去完了)는 과거의 동작, 현상, 행위 등이 실현되었음을 나타내는 시제이다. 언어에 따라 있을 수도 있고, 없을 수도 있다.
특정 언어에서 일반적으로 문법 시제로 취급되는 동사 형태의 일종으로, 앞서 언급한 과거 시간 이전에 발생한 동작과 관련된다. 영어의 예는 다음과 같다. "we had arrived", "they had written"
영어 문법에서는 과거 시제와 완료 시제를 결합하기 때문에 일반적으로 과거 완료로 호칭한다. (동일 용어는 때때로 다른 언어의 문법과 관련하여 사용된다.) 영어에는 또한 과거 완료 진행형 형식이 있다 : "had been writing".

## 한국어
한국어에서 과거완료형은 "었"을 추가로 추가함으로써 구성한다.
- 먹 = 먹다, 먹어, 먹어요, 먹습니다 등
- 먹었 = 먹었다, 먹었어, 먹었어요, 먹었습니다 등
- 먹었었 = 먹었었다, 먹었었어, 먹었었어요, 먹었었습니다 등